# ۱۸۷۷
سال ۱۸۷۷ میلادی سال عادی بود و در روز دوشنبه شروع شد.

## وقایع
- ۲۶ ژوئیه (۱۵ رجب ۱۲۹۴) ـ ازدواج رضا شاه پهلوی با تاج‌الملوک، مادر محمدرضا شاه پهلوی

## زادروزها
- ۱۸ مارس - ادگار کیسی، پیشگو، شفادهنده و هیپنوتیزکننده آمریکایی
- ۱۸ ژوئن - جیمز مونتگومری فلگ، کاریکاتوریست، تصویرگر و طراح پوستر آمریکایی
- ۹ نوامبر (۳ ذیقعدهٔ ۱۲۹۴) ـ اقبال لاهوری، فیلسوف و شاعر هندی[۱]

- ۷ فوریه – گادفری هارولد هاردی، ریاضی‌دان بریتانیایی (د. ۱۹۴۷)
- ۱۴ فوریه – ادموند لانداو، ریاضی‌دان آلمانی (د. ۱۹۳۸)
- ۱۲ مارس – ویلهلم فریک، سیاست‌مدار آلمانی (د. ۱۹۴۶)
- ۱۶ مارس – رضاشاه، شاه ایران (د. ۱۹۴۴)
- ۳۰ آوریل – آلیس بی. تکلاس، نویسنده آمریکایی (د. ۱۹۶۷)
- ۴ ژوئن – هاینریش اوتو ویلند، شیمی‌دان آلمانی (د. ۱۹۵۷)
- ۷ ژوئن – چارلز گلوور بارکلا، فیزیک‌دان بریتانیایی (د. ۱۹۴۴)
- ۱۱ ژوئن – رنه ویوین، شاعر بریتانیایی (د. ۱۹۰۹)
- ۱۲ ژوئن – توماس سی. هارت، افسر و سیاست‌مدار آمریکایی (د. ۱۹۷۱)
- ۲۴ ژوئن – آرنولد کارپلاس، معمار اهل اتریش (د. ۱۹۴۳)
- ۶ اوت – والاس اچ. وایت، جونیور، سیاست‌مدار و وکیل آمریکایی (د. ۱۹۵۲)
- ۱ سپتامبر – فرانسیس ویلیام آستون، فیزیک‌دان و شیمی‌دان بریتانیایی (د. ۱۹۴۵)
- ۲۲ اکتبر – تادئوس روبل، دوچرخه‌سوار اهل امپراتوری آلمان (د. ۱۹۱۰)
- ۲ نوامبر – کلیر مکداول، بازیگر آمریکایی (د. ۱۹۶۶)

## درگذشت‌ها
- ۲۴ مارس – والتر بجت، ژورنالیست و اقتصاددان بریتانیایی (ز. ۱۸۲۶)
- ۲۹ اوت – بریگم یانگ، الهی‌دان آمریکایی (ز. ۱۸۰۱)
- ۳ سپتامبر – آدولف تیر، ژورنالیست، تاریخ‌نگار، نویسنده، وکیل، و سیاست‌مدار فرانسوی (ز. ۱۷۹۷)
- ۱۶ اکتبر – تئودور باریر، بازیگر فرانسوی (ز. ۱۸۲۳)
- ۲۹ دسامبر – آدولفو آلسینا، حقوقدان و سیاستمدار اهل آرژانتین (ز. ۱۸۲۹)
- ۳۱ دسامبر – گوستاو کوربه، نقاش فرانسوی (ز. ۱۸۱۹)